# Miroslav Zounar
Miroslav Zounar (15. června 1932 Osečnice – 28. března 1998 Praha) byl český herec, který se proslavil především rolí předsedy JZD v trilogii filmů Slunce, seno, jahody, Slunce, seno a pár facek a Slunce, seno, erotika režiséra Zdeňka Trošky.

## Život
Mládí strávil ve východních Čechách. Po studiích na gymnáziu se přihlásil na pražskou DAMU. Po jejím ukončení získal angažmá v divadle v Příbrami a poté v Divadle Vítězného února v Hradci Králové. V 70. letech 20. století působil v Praze, nejprve v Činoherním klubu a po dvou letech přešel do hereckého souboru Filmového studia Barrandov.
Zpočátku bylo hereckých příležitostí před kamerou poskrovnu, vždy se jednalo spíše o vedlejší role. Více začal hrát, až když se začal politicky angažovat. Většinou se jednalo o filmy s propagandistickou tematikou. V té době získal titul zasloužilý umělec. Až v pozdějším věku přišly role, které ho více zviditelnily a ukázaly i jeho komediální talent. Role předsedy hoštického JZD Rádla ve filmu Slunce, seno, jahody i v následném pokračování této trilogie ho zapsala do povědomí diváků. V 1991 odešel do předčasného důchodu. Před kamerou se naposledy objevil v roce 1994 v pohádce Princezna ze mlejna, kde ztvárnil roli kapelníka. 
Jeho manželka byla lékařka Marta Zounarová. Jejich syn Martin Zounar je herec.
Na počátku 90. let 20. století onemocněl rakovinou, které po dlouhém boji v roce 1998 podlehl. 